# Xerotyphlops etheridgei
Xerotyphlops etheridgei — вид змій родини сліпунів (Typhlopidae). Ендемік Мавританії. Вид названий на честь американського герпетолога Річарда Еммета Етеріджа.

## Поширення і екологія
Xerotyphlops etheridgei відомий з типової місцевості, розташованої на півночі плато Адрар в Мавританії, на північ від міста Атар. Вони живуть в сухих саванах, у перехідній зоні між Сахарою і Сахелем.